# Waldbahn Covasna
| Waldbahnstrecke Stand 1997 |                         |                    |        |
| Streckenlänge: | Stand 1997: 39 km       |                    |        |
| Spurweite: | 760 mm (Bosnische Spur) |                    |        |
| |                         |                    |        |
| \| \| 18,84 \| Covasna \| 600 m \| \| \| k. A. \| Kreisstraße DJ121 \| k. A. \| \| \| k. A. \| Anschluss Sägewerk \| k. A. \| \| \| 11,23 \| Şiclău Talstation \| 686 m \| \| \| 10,00 \| Şiclău Bergstation \| 1013 m \| \| \| \| \| \| \| \| 0,00 \| Comandău \| 1012 m \| \| \| 8,70 \| Homolu \| k. A. \| \| \| 11,00 \| Benedec \| k. A. \| \| \| 18,60 \| Manicica \| k. A. \| \| \| 19,90 \| Dobroslav \| k. A. \| |                         |                    |        |
| Betriebs-/Güterbahnhof Streckenanfang | 18,84                   | Covasna            | 600 m  |
| Bahnübergang | k. A.                   | Kreisstraße DJ121  | k. A.  |
| Betriebsstelle Streckenanfang und quer · Abzweig geradeaus und von rechts | k. A.                   | Anschluss Sägewerk | k. A.  |
| Betriebsstelle Streckenanfang · Betriebsstelle Streckenende | 11,23                   | Şiclău Talstation  | 686 m  |
| Betriebsstelle Streckenende · Betriebsstelle Streckenanfang | 10,00                   | Şiclău Bergstation | 1013 m |
| Abzweig geradeaus und von links · Strecke von rechts |                         |                    |        |
| Betriebs-/Güterbahnhof Streckenende · Strecke | 0,00                    | Comandău           | 1012 m |
| Blockstelle | 8,70                    | Homolu             | k. A.  |
| Blockstelle | 11,00                   | Benedec            | k. A.  |
| Blockstelle | 18,60                   | Manicica           | k. A.  |
| Betriebsstelle Streckenende | 19,90                   | Dobroslav          | k. A.  |

Die Waldbahn Covasna / Comandău (ungarisch Kovászna / Kommandó) war eine rumänische Wald- und Werkbahn der staatlichen Gesellschaft Căile Ferate Forestiere (CFF). Sie verkehrte auf der Bosnischen Spurweite von 760 Millimetern.

## Geschichte

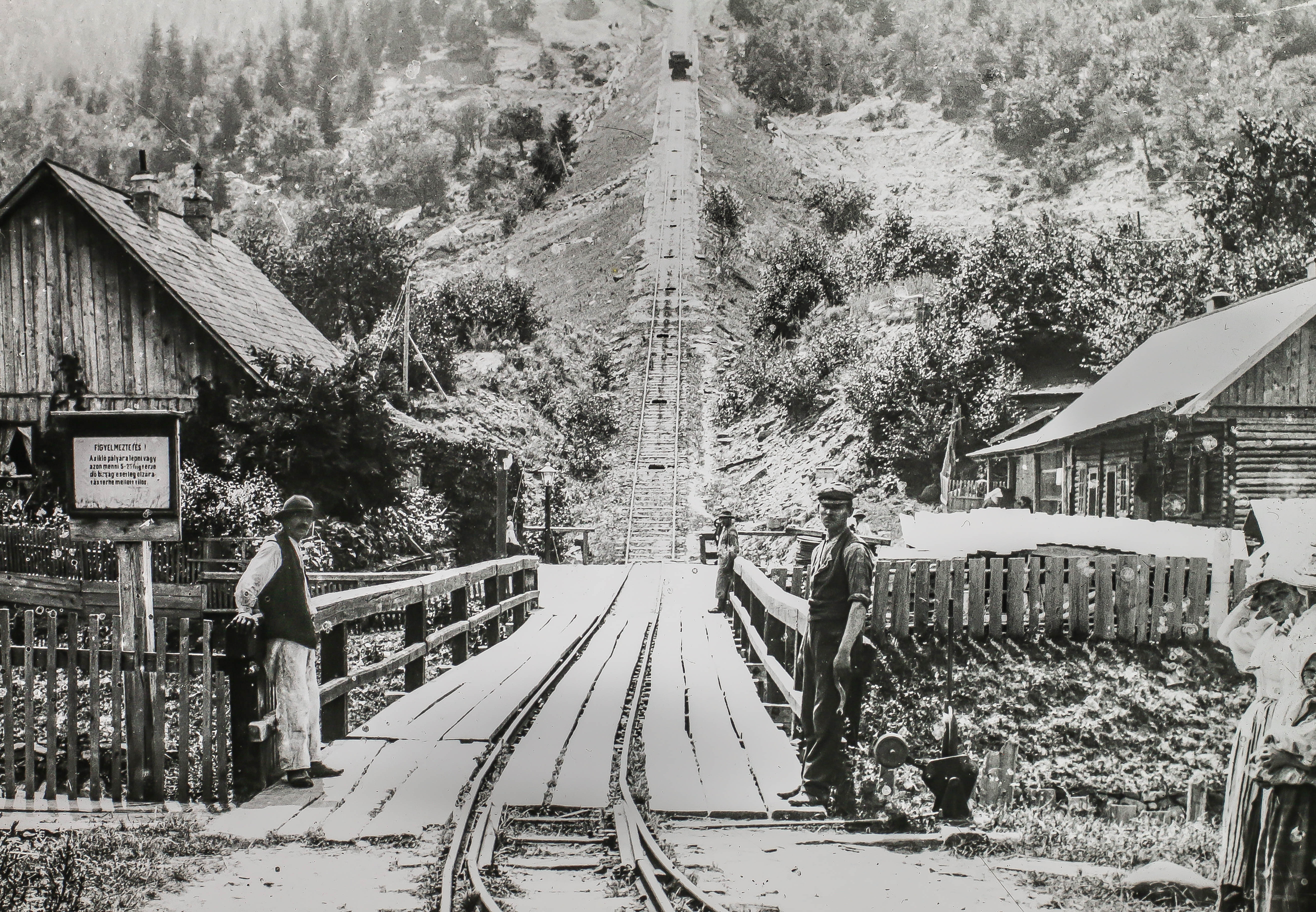
Talstation des Schrägaufzuges im Jahr 1914

1882 wurde auf der Hochebene von Comandău von dem Unternehmer David Horn eine Dampfsägerei in Betrieb genommen. Aufgrund der damaligen Lage im Grenzgebiet Siebenbürgens zu Moldawien standen die Täler des Bâsca mare und Bâsca mica nicht zum Abtransport des Holzes zur Verfügung, so dass im Jahr 1886 eine Standseilbahn nordwestlich von Comandău in Betrieb ging. Die Waldbahn Covasna wurde dann in Abschnitten ab 1892 eröffnet. Anfänglich handelte es sich um eine Pferdebahn. Ebenfalls ab 1892 wurde auf den ersten sechs Kilometern in Covasna ein öffentlicher Personenverkehr eingerichtet. Nach dem Ersten Weltkrieg verlor Comandău seine Randlage und in der Folgezeit entwickelte sich das Streckennetz auch auf den Bereich außerhalb der ehemaligen K.u.K-Monarchie und wuchs auf insgesamt rund 200 Kilometer. Anschlüsse an die Rumänische Staatsbahn sowie Dreischienengleise bestanden in Covasna und Nehoiu. Infolge von Hochwasserschäden und dem Bau des Siriu-Staudammes wurden die von Nehoiu in die Täler des Bâsca mare und Bâsca mica verlaufenden Strecken bis 1974 eingestellt. Bis 1991 wurde der Abschnitt Comandău - Ghiula stillgelegt. Ein schwerer Waldbrand zerstörte die Bergstation im Jahr 1996. Sie wurde zwar wieder aufgebaut, war aber fortan sehr störungsanfällig. Die gesamte Waldbahn wurde 1999 nach einem Hochwasser stillgelegt.

## Streckenbeschreibung
Die Waldbahn Covasna / Comandău bestand aus zwei Streckenabschnitten. Der untere Abschnitt führte von Covasna in das Valea Zânelor (deutsch Feental) zur Talstation der Standseilbahn in Şiclău (abgeleitet vom ungarischen Wort Sikló für Standseilbahn). Der obere Abschnitt verlief von der Bergstation der Standseilbahn auf die Hochebene von Comandău. Von dort führten mehrere Strecken in die Täler des Bâsca mare und Bâsca mica.

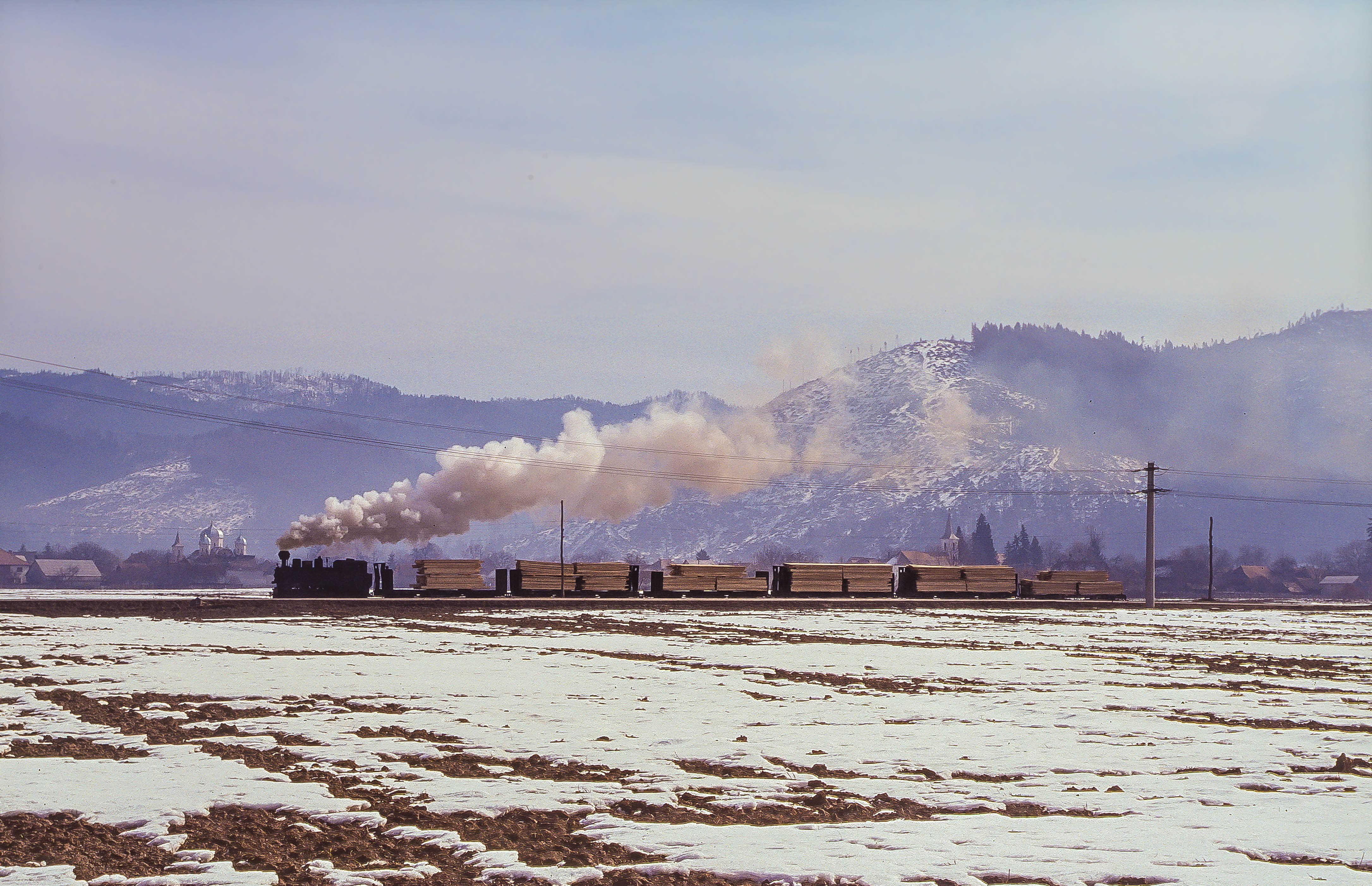
Zug auf dem unteren Abschnitt bei der Fahrt aus dem Gleisanschluss des Sägewerkes (Februar 1997)
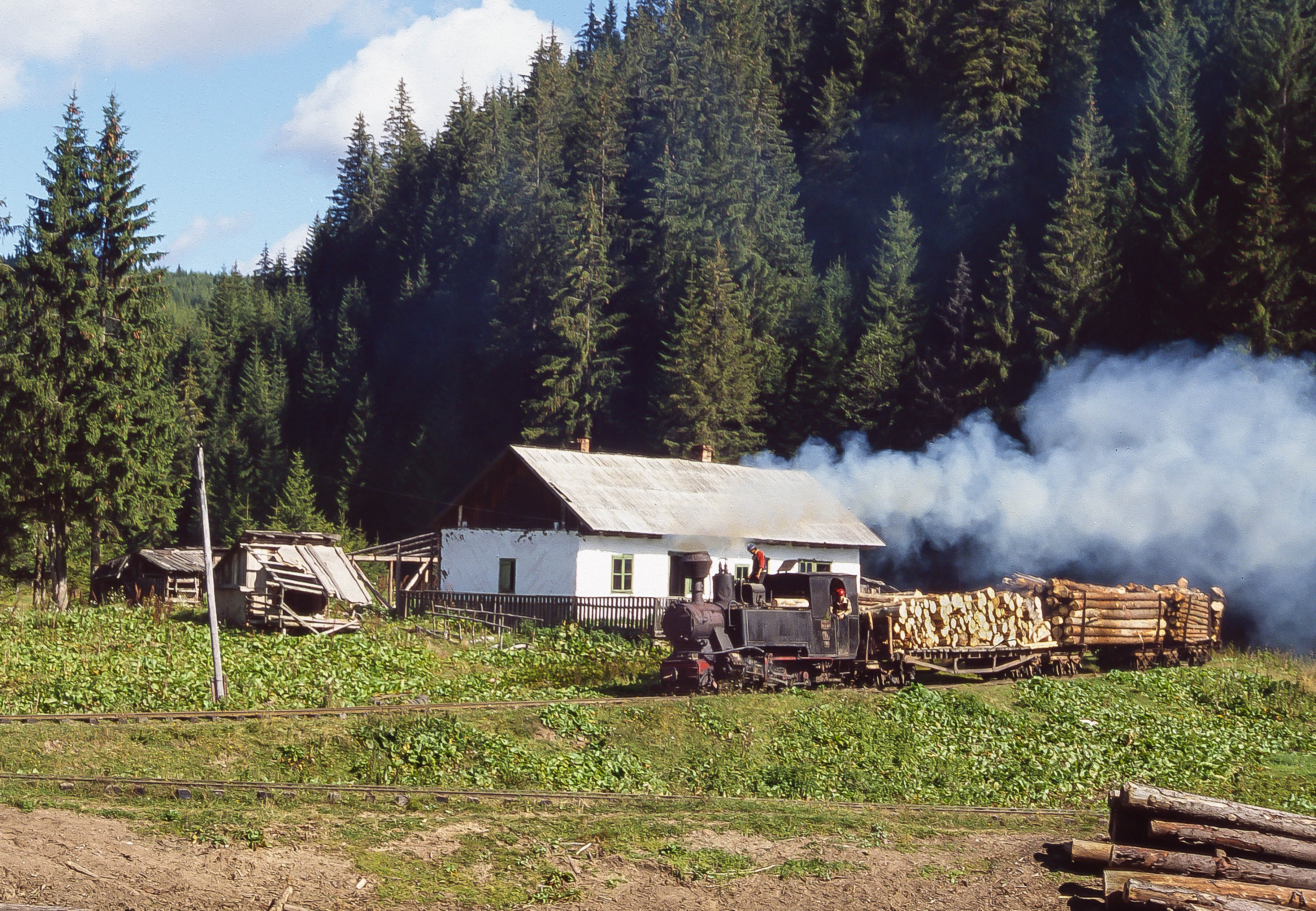
Zug auf dem oberen Abschnitt in Benedec (September 1995)
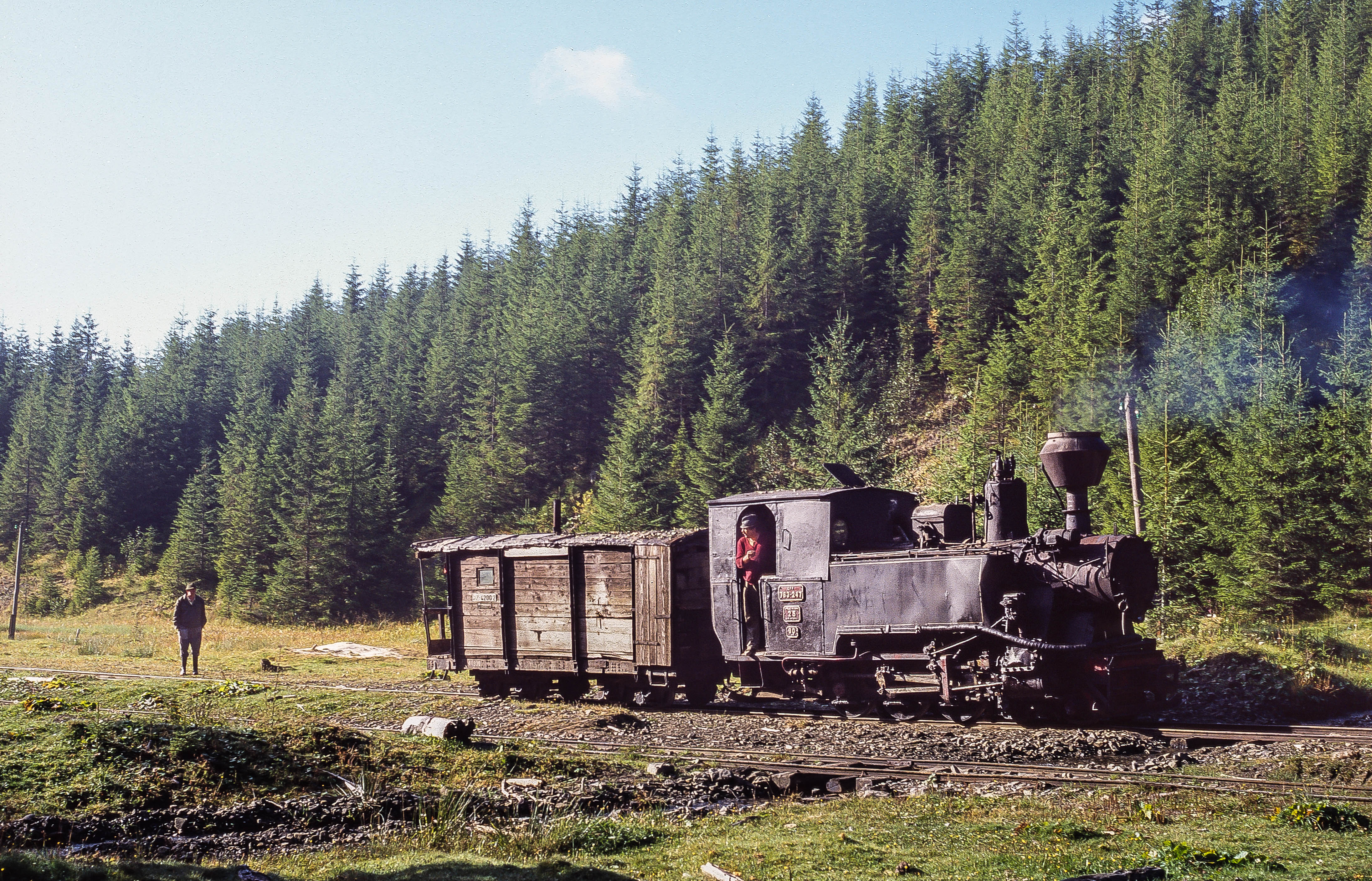
Oberer Abschnitt in Manicica (September 1995)

## Betriebsführung
Die Lokbehandlungsanlagen befanden sich in Covasna und in Comandău. Die Verwaltung, die Werkstätten und das Hauptsägewerk der Waldbahn lagen in Comandău. Die Streckenkilometrierung begann ebenfalls dort. Die breitspurige Standseilbahn überwand einen Höhenunterschied von 327 Metern. Die Güterbühnen waren so konstruiert, dass sie je einen Flachwagen oder zwei Holzschemel transportieren konnten. Bis zuletzt wurden die Wagen an den Stationen des Schrägaufzuges mit Pferden rangiert. In Covasna wurde auch eine regelspurige Dampflokomotive für Rangieraufgaben der Werks- und Anschlussgleise eingesetzt. Gleisdreiecke befanden sich in Comandău und Benedec.

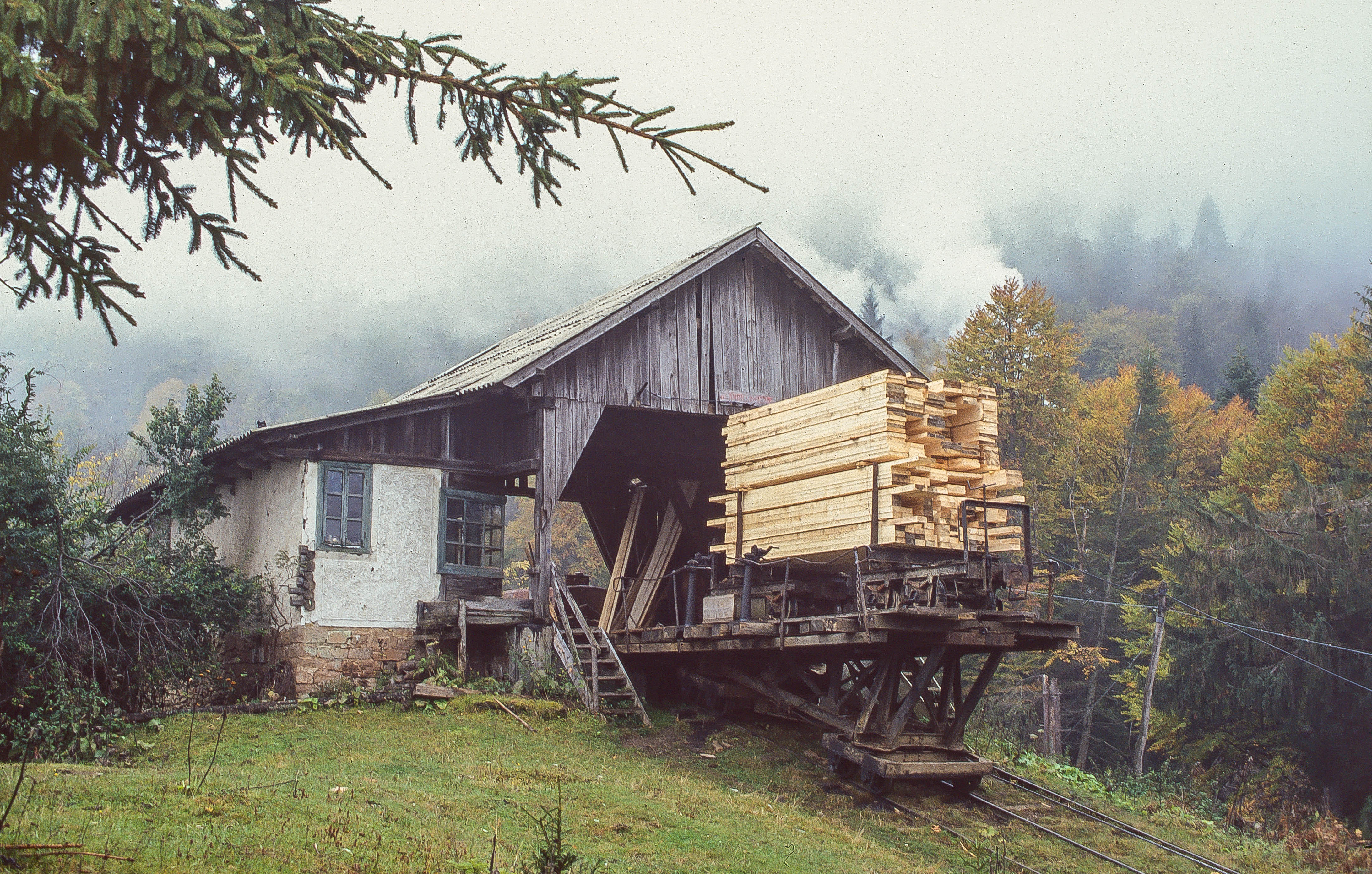
Bergstation des Schrägaufzuges (September 1996)
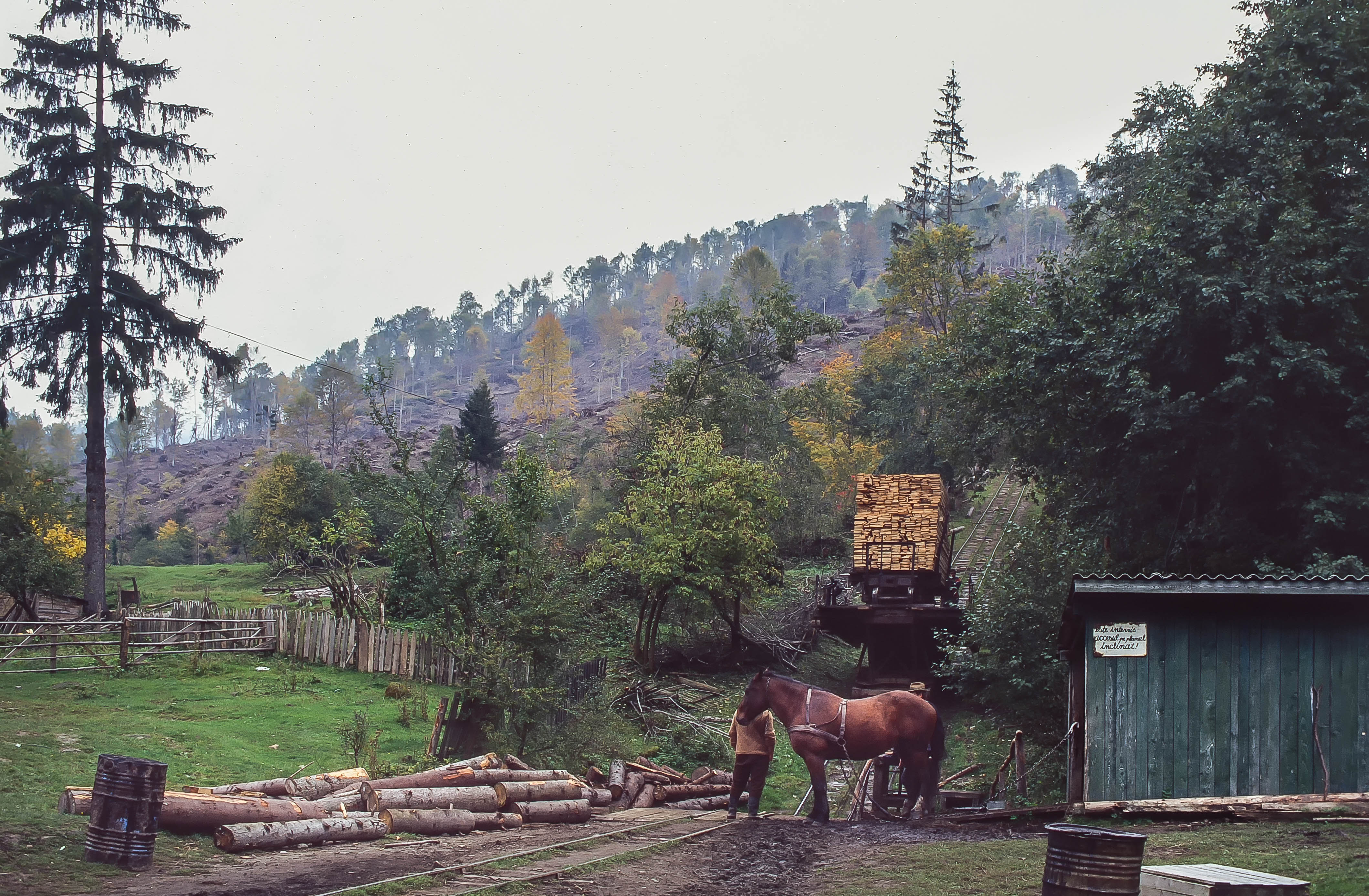
Talstation des Schrägaufzuges mit Rangierpferd (September 1996)
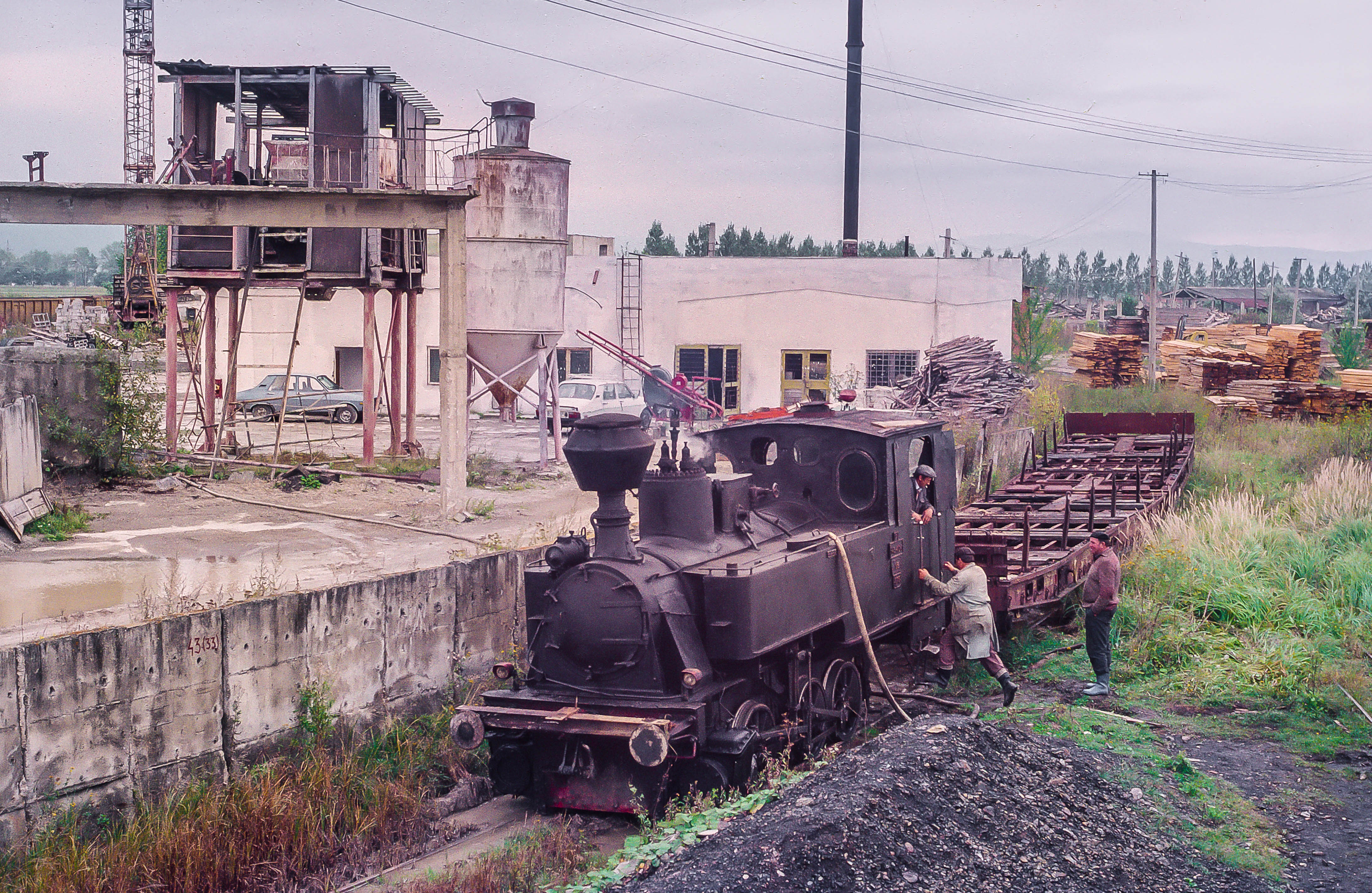
Normalspurige Rangierlokomotive N3 404 (Hersteller Borsig, Baujahr 1909) im Holzverladebahnhof Covasna (September 1995)

## Reaktivierung
Weil die Gemeinden Covasna und Comandău aus touristischen Gründen zeitweilig Interesse an einer Wiederinbetriebnahme der Bahn hatten, blieben fünf Dampflokomotiven erhalten. Sie sind in den beiden Depots der Waldbahn untergestellt. Eine Erhaltung der Gleisanlagen fand jedoch nicht mehr statt. Auf den Bahntrassen wurden teilweise Straßen errichtet und Gleismaterial von Metalldieben gestohlen. Auf private Initiative wird auf einem kurzen Abschnitt der Talstrecke und einem wieder instandgesetzten Teilstück bei Comandău gelegentlich Fahrbetrieb angeboten. Der als technisches Denkmal geschützte Schrägaufzug ist noch vollständig erhalten, jedoch dem Verfall preisgegeben.

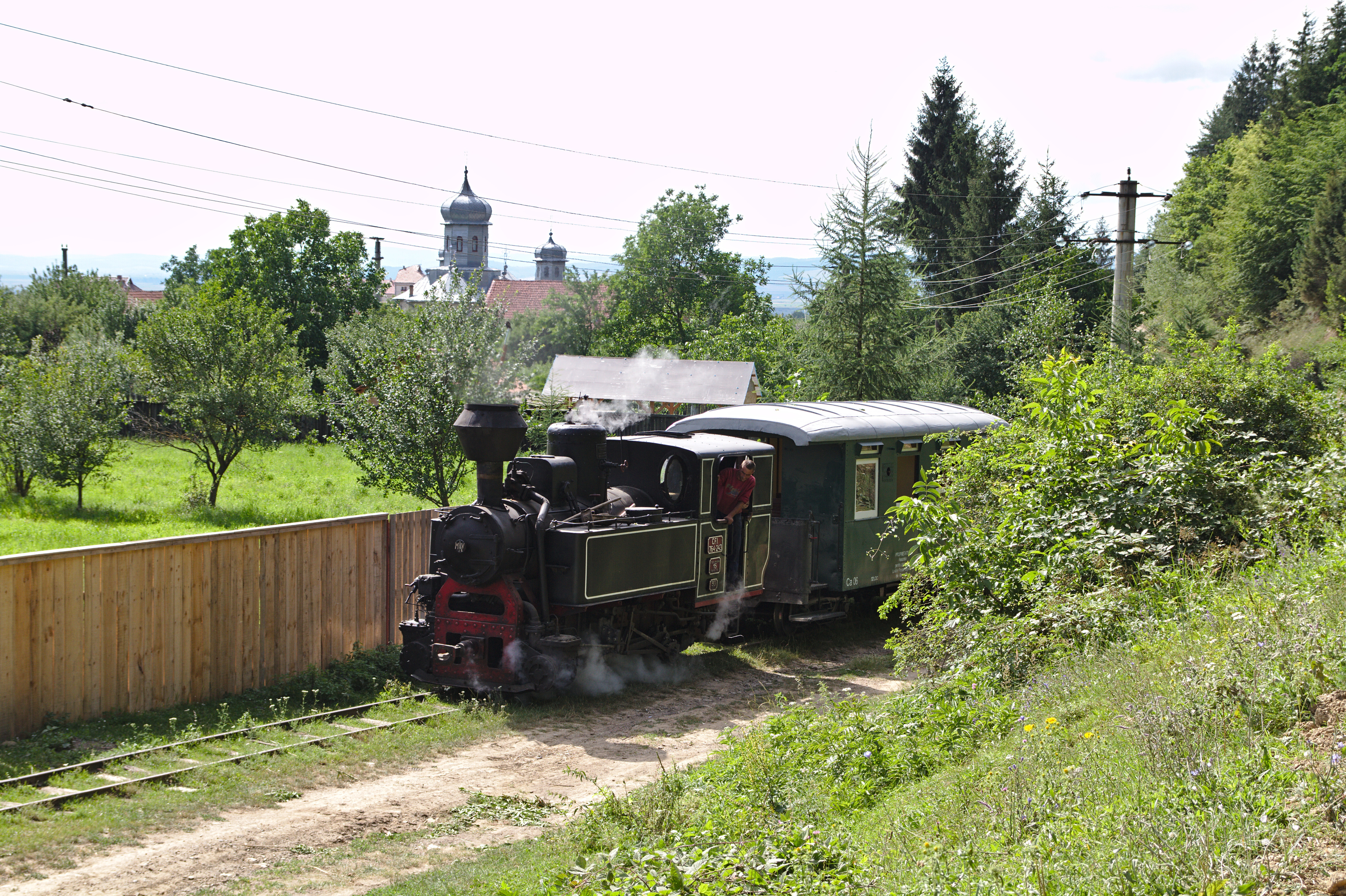
Dampfzug mit Budapestlok 764-243 auf dem erhaltenen Teilstück des unteren Abschnittes in Covasna (Juli 2013)
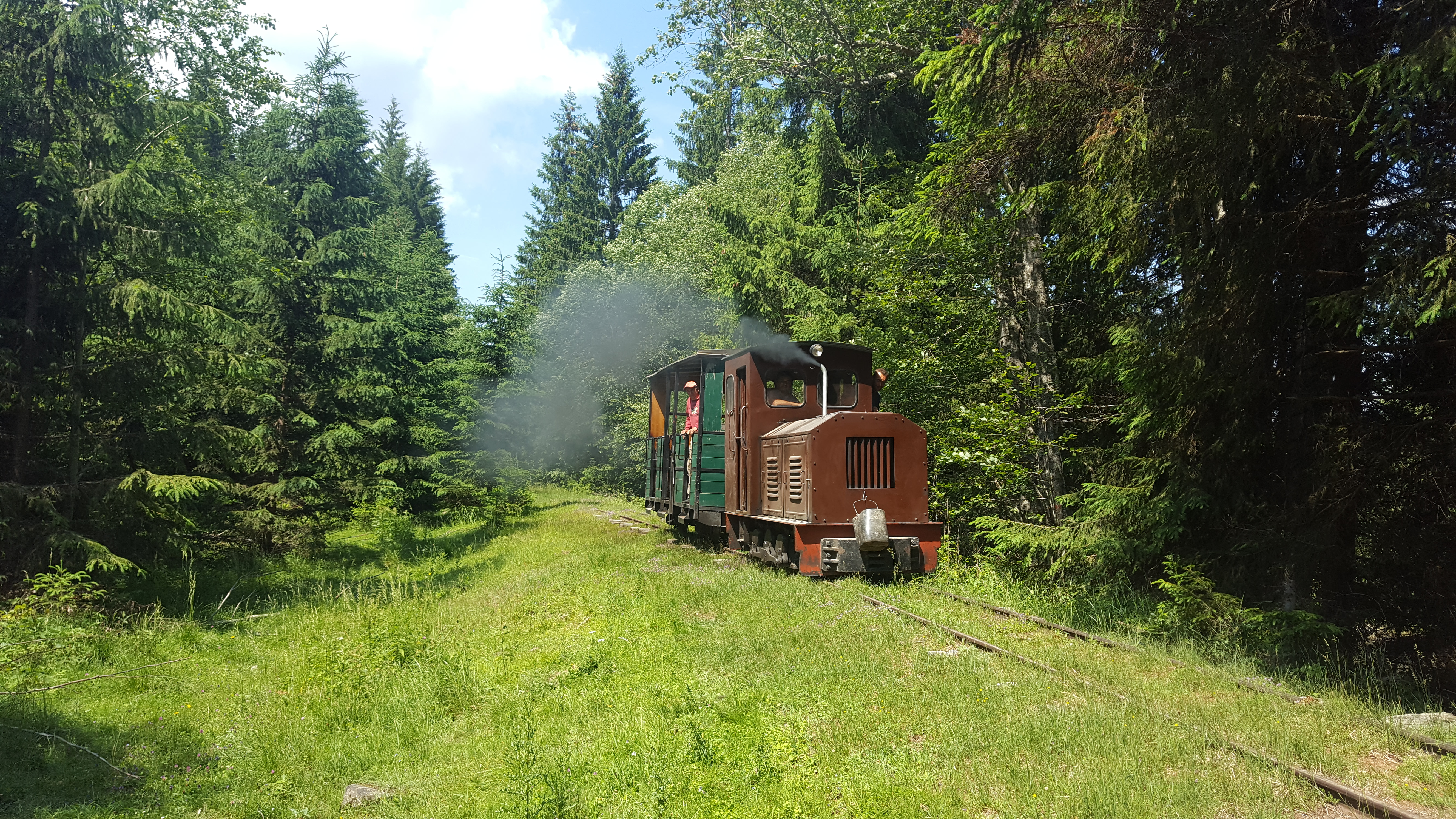
Touristenzug mit Feldbahnlok LKM Ns 2 h auf dem erhaltenen Teilstück des oberen Abschnittes bei Comandău (Juni 2018)
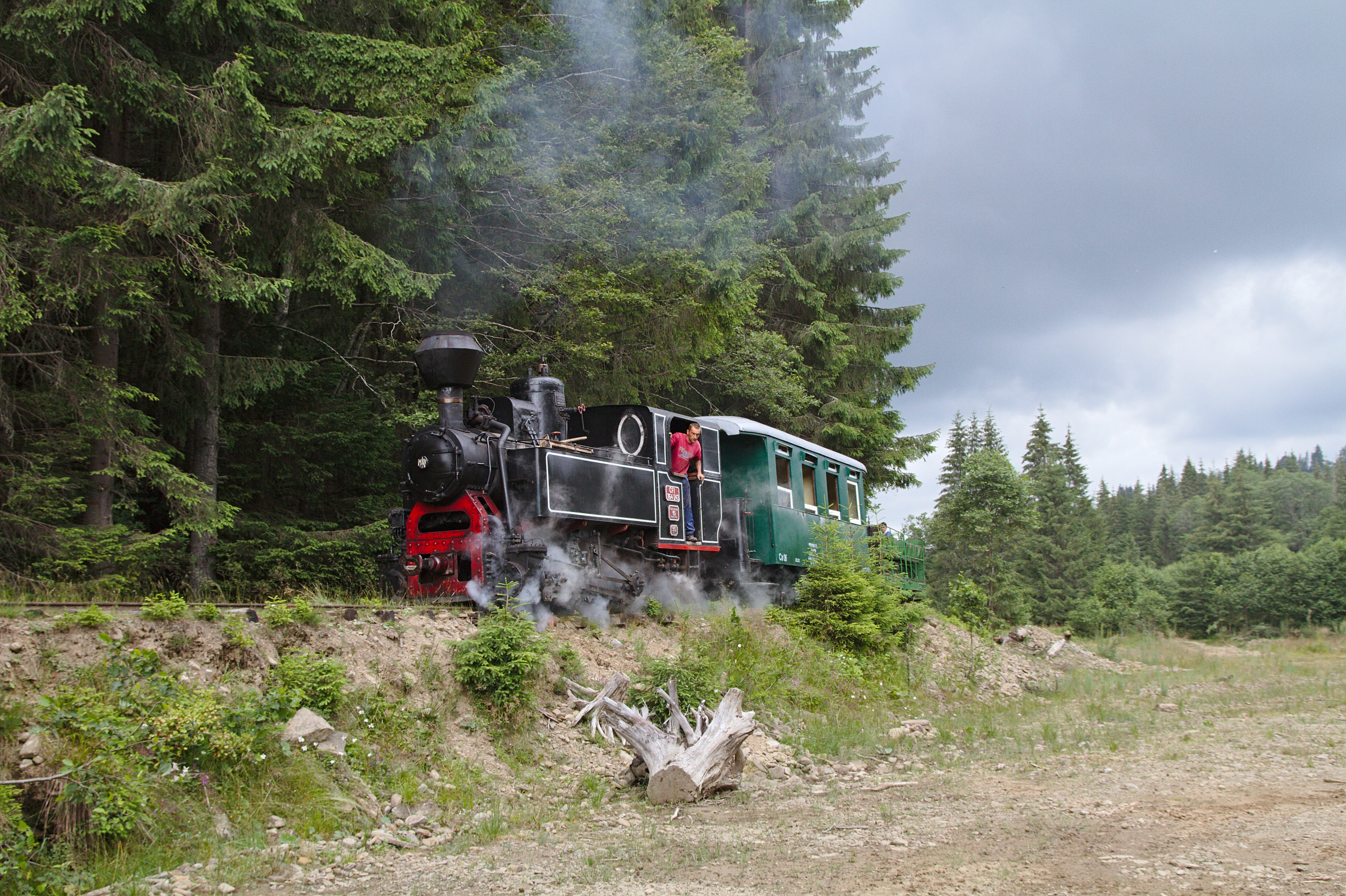
Dampfzug mit 764-243 auf dem erhaltenen Teilstück des oberen Abschnittes bei Comandău (Juli 2013)